# Dhital
Dhital (nep. धिताल) – gaun wikas samiti w zachodniej części Nepalu w strefie Gandaki w dystrykcie Kaski. Według nepalskiego spisu powszechnego z 2001 roku liczył on 773 gospodarstw domowych i 3621 mieszkańców (1884 kobiet i 1737 mężczyzn).